# Nina Byron
Nina Byron (nacida como Nina Clarice Betts, 27 de julio de 1900–21 de enero de 1987) fue una actriz de cine mudo neozelandesa-estadounidense.

## Actriz de cine
En 1916, Byron llegó a América con su madre mientras su padre se quedó en Nueva Zelanda y se suicidó. Estudió danza, se fue de gira y se unió a la compañía Hitchykoo. Sólo un año después de llegar a Nueva York, Byron se trasladó a Los Ángeles para rodar Truthful Tulliver (1917) con William S. Hart. Como Abby Hope en The Heir of the Ages (1917), Byron fue descrita por un crítico como una actriz con importantes dotes interpretativas. Fue la ingenua de House Peters. El material que le dieron para trabajar, según el crítico, no puso a prueba su capacidad. Compara la risa de Byron en la película con la de Mary Pickford. A su personaje sólo se le pedía que riera como el icono del cine mudo. Sus otros créditos cinematográficos incluyen The Cruise of the Make-Believes (1918), The Source (1918), The Dub (1919), Johnny Get Your Gun (1919), The Boomerang (1919), y The Broken Butterfly (1919).

## Ziegfeld Follies
Byron fue miembro de la Ziegfeld Follies en 1925, después de salir del cine. Entre sus compañeras de baile se encontraban Ruth Fallows, Helen MacDonald y Doris Lloyd. En febrero de 1925 actuaron en el Moulin Rouge. Byron fue intérprete de comedias musicales en Broadway y estuvo asociada con Eddie Cantor. Fue una de las 100 viajeras que regresaron a Los Ángeles a bordo del transatlántico de vuelta al mundo President Wilson en marzo de 1929. Otros fueron John Barrymore y su novia, Dolores Costello. Byron apareció en el espectáculo de Florenz Ziegfeld, Woopee, en 1929. El crucero del que regresó fue un viaje por los trópicos y la costa oeste.

## Vida personal
En junio de 1922 Nicholas Dunaew, actor y protagonista con Pauline Frederick, demandó a Byron por divorcio. Dunaew era también un director de cine que deseaba producir una serie de películas anti-bolcheviques. En aquella época residía en el Green Room Club de Nueva York. En su demanda de divorcio declaró que había "intentado sacar a su mujer de la pobreza a su propio nivel, pero fracasó". Concluía diciendo "no se puede hacer un monedero de seda con la oreja de una cerda". Dunaew conoció a Byron en Nueva York cuando ella estaba en el estudio de Auguste y Louis Lumière haciéndose unas fotos. Rápidamente se enamoró de ella y se la llevó, junto con su madre, a Los Ángeles. Byron y Dunaew se casaron en septiembre de 1918 y residieron en el 1504 de McCadden Place en Hollywood. Se separaron el 4 de enero de 1920. Dunaew afirmó que Byron le había abandonado. No volvió a verla durante el tiempo que formó parte de la troupe Hitchykoo. Dunaew hizo referencia a la conducta reprobable de Byron, de la que más tarde tuvo conocimiento a través de sus amigos.
Su segundo matrimonio fue con el director de fotografía Harold Rosson en 1924. Ambos se divorciaron en 1926, y en 1939 se casó con el escenógrafo Frank Hotaling, con quien permaneció casada hasta la muerte de éste.